# Karl Stachelscheid
Karl Stachelscheid (* 23. Juni 1917 in Duisburg; † 6. Mai 1970 in Düsseldorf) war ein deutscher Maler. 

## Leben
Nach Abschluss einer Maler- und Anstreicherlehre besuchte Karl Stachelscheid die Wuppertaler Meisterschule für das gestaltende Handwerk, Abteilung Malerei und farbige Wandgestaltung. 
1934 wurde er an der von Hans Carp gegründeten, freien Kunstschule für Malerei und Grafik in Düsseldorf angenommen. Hier studierte er unter der Leitung von Jo Strahn bis 1939, um dann sein Studium an der Kunstakademie Düsseldorf, zunächst in der Klasse von Wilhelm Schmurr, später bei Julius Paul Junghanns, bis 1945 fortzusetzen. In der Nachkriegszeit prägten ihn Studienreisen nach Luxemburg, Tirol, Italien und den USA. 
1953 erhielt er ein Stipendium des Kulturkreises der deutschen Wirtschaft im BDI.
Karl Stachelscheid ist auf dem Düsseldorfer Nordfriedhof begraben.

## Künstlerische Entwicklung
Seine künstlerische Entwicklung nach 1945 zeichnet sich durch eine Lösung vom Rheinischen Impressionismus aus. 
Er experimentierte mit Kubismus, Expressionismus, Informel und mit figurativen und abstrakten Mischformen. Es war eine figürliche Kunst auf der Schwelle zur Abstraktion. Technisch beherrschte er viele Methoden, Materialien und Ausdrucksformen. 

## Ehrungen
- 1954: ars viva[1]

## Ausstellungen
- 1938: Weihnachtsausstellung Düsseldorfer Künstler, 27. November bis 24. Dezember
- 1942: Winterausstellung Düsseldorfer Künstler
- 1947: Düsseldorfer Kunstausstellung, 14. September bis 30. November
- 1949: Ausstellung Düsseldorfer Künstlergruppe 1949 in der Kunsthalle Düsseldorf
- 1951: Große Weihnachtsausstellung der Künstler von Rheinland und Westfalen, Ehrenhof Düsseldorf
- 1966:  Das kleine Format, Malkasten
- 1966:  Winterausstellung der bildenden Künstler von NRW, 5. Dezember 1965 bis 2. Januar 1966
- 1971:  20. Winterau